# アンリ・ブシャール
アンリ・ブシャール（Henri Bouchard、1875年 - 1960年）は フランスの彫刻家。代表作品として、シャイヨ宮にあるアポロンのブロンズ像が挙げられる。
アカデミー・ジュリアン、パリ国立高等装飾美術学校、エコール・デ・ボザールを経て、1906年からモンパルナス界隈で過ごし、またアメリカに渡った。
パリ市内オートゥイユにあるブシャールが1924年から晩年を過ごしたアトリエ兼住居が、現在はアンリ・ブシャール美術館（Musée Bouchard）となっている。2011年にブシャールのコレクションがラ・ピシーヌ・ド・ルーベ工芸美術館（Musée La Piscine de Roubaix）へと移転される予定。